# François Dumas
Pour les articles homonymes, voir Dumas.
François Dumas, né le 28 avril 1884 à Montmélian et mort le 10 juin 1952, est un homme politique français.

## Détail des fonctions et des mandats
Mandat parlementaire
- 8 décembre 1946 - 10 juin 1952 : Sénateur de la Savoie